# ATP Challenger Guimarães
Das ATP Challenger Guimarães (offizieller Name: Guimarães Open) war ein Tennisturnier in Guimarães, das 2013 einmal ausgetragen wurde. Es war Teil der ATP Challenger Tour und wurde im Freien auf Hartplatz gespielt.

## Liste der Sieger

### Einzel
| Jahr | Sieger     | Finalgegner  | Ergebnis |
| ---- | ---------- | ------------ | -------- |
| 2013 | João Sousa | Marius Copil | 6:3, 6:0 |

### Doppel
| Jahr | Sieger                             | Finalgegner                                     | Ergebnis          |
| ---- | ---------------------------------- | ----------------------------------------------- | ----------------- |
| 2013 | James Cluskey Maximilian Neuchrist | Roberto Ortega Olmedo Ricardo Villacorta Alonso | 6:75, 6:2, [10:8] |